# Tamisiocaris borealis
Tamisiocaris borealis — викопний вид членистоногих з вимерлого ряду Dinocaridida, що існував у середньому кембрії (521—514 млн років тому).

## Скам'янілості
Викопні рештки виду знайдені у відкладеннях формації Боен (Сіріус-Пассет, Гренландія). Відомий лише з голотипу, який зберігається у Геологічному музеї Копенгагена (Данія).

## Опис
Загальна довжина тіла невідома. Відомий лише з єдиного великого придатка ротового апарата завдовжки до 12 см. Придаток був несегментований. На ньому були спеціальні відростки, які утворювали гребінку для фільтрації органічних решток або планктону з води.